# Clastoptera
Clastoptera is een geslacht van halfvleugeligen uit de familie Clastopteridae. De wetenschappelijke naam van dit geslacht is voor het eerst geldig gepubliceerd in 1839 door Germar.

## Soorten
Het geslacht Clastoptera omvat de volgende soorten:
- Clastoptera achatina Germar, 1839
- Clastoptera aequinoctalis Lallemand, 1938
- Clastoptera antica Fowler, 1898
- Clastoptera argentina Lallemand, 1940
- Clastoptera arizonana Doering, 1929
- Clastoptera biguttata Melichar, 1915
- Clastoptera bimaculata Baker, 1900
- Clastoptera brachialis Stål, 1862
- Clastoptera brevis (Walker, 1851)
- Clastoptera canyonensia Doering, 1929
- Clastoptera caobilla Metcalf & Bruner, 1944
- Clastoptera chiriquensis Fowler, 1898
- Clastoptera cimicoides Germar, 1839
- Clastoptera compta Fowler, 1897
- Clastoptera croceiceps Lallemand, 1939
- Clastoptera cuba Metcalf & Bruner, 1925
- Clastoptera darnoides Germar, 1839
- Clastoptera delicata Uhler, 1876
- Clastoptera dimidiata Fowler, 1898
- Clastoptera distincta Doering, 1929
- Clastoptera elongata Doering, 1929
- Clastoptera femoralis Stål, 1862
- Clastoptera flaviceps Melichar, 1915
- Clastoptera flavidorsa Metcalf & Bruner, 1925
- Clastoptera flavifrons Germar, 1839
- Clastoptera flavivitta Fowler, 1898
- Clastoptera funesta Stål, 1854
- Clastoptera fuscipes Stål, 1862
- Clastoptera fuscomaculata Stål, 1854
- Clastoptera globosa Fowler, 1897
- Clastoptera hyalinoapicata Melichar, 1915
- Clastoptera irrorata Fowler, 1898
- Clastoptera laenata Fowler, 1898
- Clastoptera lawsoni Doering, 1929
- Clastoptera lineatocollis Stål, 1854
- Clastoptera maculipes Melichar, 1915
- Clastoptera media Doering, 1929
- Clastoptera minima Fowler, 1898
- Clastoptera monticola Lallemand, 1939
- Clastoptera newporta Doering, 1929
- Clastoptera nigra Germar, 1839
- Clastoptera nigroapicata Melichar, 1915
- Clastoptera nigromaculata Melichar, 1915
- Clastoptera nubifera Stål, 1862
- Clastoptera obtusa (Say, 1825)
- Clastoptera obtusata Stål, 1854
- Clastoptera ochrospila Jacobi, 1908
- Clastoptera osborni Gillette & Baker, 1895
- Clastoptera ovata Doering, 1929
- Clastoptera pallidiceps Stål, 1862
- Clastoptera pallidocephala Doering, 1929
- Clastoptera picturata Stål, 1862
- Clastoptera proteus Fitch, 1851
- Clastoptera quadriguttata Melichar, 1915
- Clastoptera rufescens Fowler, 1898
- Clastoptera sahlbergi Stål, 1854
- Clastoptera saintcyri Provancher, 1872
- Clastoptera salicis Doering, 1926
- Clastoptera scutellata Germar, 1839
- Clastoptera secunda (Berg, 1879)
- Clastoptera semivitrea Fowler, 1898
- Clastoptera sexguttata Melichar, 1915
- Clastoptera sierra Doering, 1929
- Clastoptera siskiyou Doering, 1929
- Clastoptera stali Fowler, 1898
- Clastoptera stolida Uhler, 1864
- Clastoptera taeniata Williams, 1923
- Clastoptera testacea Fitch, 1851
- Clastoptera texana Doering, 1929
- Clastoptera theobromae Williams, 1923
- Clastoptera tibialis Stål, 1862
- Clastoptera triangulum (Walker, 1851)
- Clastoptera tricincta Doering, 1929
- Clastoptera undulata Uhler, 1864
- Clastoptera uniformia Doering, 1929
- Clastoptera variabilis Lallemand, 1939
- Clastoptera xanthocephala Germar, 1839